# Sebastián Luna
Sebastián Luna (General Belgrano, Provincia de Buenos Aires, Argentina, 25 de diciembre de 1987) es un futbolista argentino. Juega de volante derecho o defensor lateral y su equipo actual es Belgrano de Córdoba, de la Primera División de Argentina.

## Trayectoria
Sebastián Luna hizo las divisiones menores del Gimnasia y Esgrima de La Plata, luego de quedar libre firma por Quilmes Atlético Club de la Primera B (Argentina). En la temporada 2008-09 jugó 32 partidos, logrando destacar muchas veces como lateral izquierdo. Luego de su gran temporada fue voceado a fichar por Estudiantes de la Plata que en ese entonces era monarca de la Copa Libertadores. Todo ya estaba casi cerrado, pero por un problema administrativo no se concretó el fichaje puesto que su representante, el Dr. Raúl D'Amato no llegaba a conseguir el dinero para el pase

### San Lorenzo de Almagro
Firma por tres temporadas con el cuadro de Boedo. Llegó a pedido de Diego Simeone, pero nunca pudo asentarse en el equipo titular, siendo una pieza de recambio por carril derecho. Jugó en 27 oportunidades con el cuervo. También fue dirigido por Ramón Díaz. El 19 de febrero de 2012, en un encuentro ante Estudiantes por la fecha 2 del Clausura, Luna fue a pelear una pelota cerca de la línea de fondo y se terminó rompiendo el ligamento cruzado anterior lateral y el menisco de la rodilla derecha. Luego de recuperarse quedó libre en el 2013 donde ficha por el Club Deportes Rangers.

### Rangers de Talca
A principios de 2013 firma por Rangers de Talca, uno de los clubes más antiguos del fútbol Chileno, en este club llegó a jugar 31 partidos. Destacando mayoritariamente por su constante presencia en la titularidad. La mayoría de los partidos los jugaba de lateral derecho, una posición que, considerando sus antecedentes, no le era muy habitual. A final de 2013 Rangers pone fin a su contrato y posteriormente firma por Universitario de deportes, uno de los clubes más grandes de Perú.

### Universitario de Deportes
A inicios del 2014 llega a Universitario de Deportes para jugar la Copa Libertadores 2014. Fue pedido por Ángel Comizzo compartiendo la defensa con sus compatriotas Gonzalo Soto y Fernando Alloco. Luego de la salida de Ángel Comizzo por malos resultados, José Guillermo De Solar no lo tiene en sus planes, alejándose del club.

### Sarmiento
Llega a la mediados del 2014 a Sarmiento con el cual consigue ascender a la Primera División de Argentina.
Actualmente se desempeña como defensor en Boca Unidos de Corrientes

## Clubes
| Club          | País      | Año         | PJ | Goles |
| ------------- | --------- | ----------- | -- | ----- |
| Quilmes       | Argentina | 2008 - 2009 | 36 | 0     |
| San Lorenzo   | Argentina | 2009-2012   | 36 | 0     |
| Rangers       | Chile     | 2013        | 31 | 0     |
| Universitario | Perú      | 2014        | 4  | 0     |
| Sarmiento (J) | Argentina | 2014 - 2015 | 45 | 4     |
| Belgrano      | Argentina | 2016 - 2021 | 66 | 2     |

## Palmarés

### Logros
| Ascenso                          | Club        | Sede     | Año  |
| -------------------------------- | ----------- | -------- | ---- |
| Campeonato de Primera B Nacional | Sarmiento J | Santa Fe | 2014 |